# 南散
南散 ，或作南山，是缅甸掸邦北部德昂自治区南散镇区下辖的一个城镇。
除了主要居民德昂族（缅甸称巴朗族）外，该镇上还居住着克钦族、傈僳族和掸族，还有外来的印度人和中国人。